# Phyllanthus andamanicus
Phyllanthus andamanicus là một loài thực vật có hoa trong họ Diệp hạ châu. Loài này được N.P.Balakr. & N.G.Nair miêu tả khoa học đầu tiên năm 1982 publ. 1983.